# Hôtel de Crémoux
L'hôtel de Crémoux est un hôtel particulier français implanté à Périgueux dans le département de la Dordogne, en région Nouvelle-Aquitaine. Il a été édifié au XVe siècle.

## Présentation
L'hôtel de Crémoux se situe en Périgord, au centre du département de la Dordogne, dans le secteur sauvegardé du centre-ville de Périgueux, en rive droite de l'Isle. C'est une propriété privée sise aux 3 et 5 rue de la Constitution à l'angle avec la rue des Francs-Maçons et jouxte l'hôtel Gamenson.
Il tient son nom de la famille de Cremoux qui en a été propriétaire du XVIIe au XIXe siècle. Leurs descendants le vendent en 1979. C'est toujours une propriété privée.
Guy Penaud, dans son ouvrage Petite histoire de Périgueux publié en 2013 le décrit de la façon suivante :

« Située 3, rue de la Constitution, cette belle maison d'angle (elle donne aussi rue des Francs-Maçons) a été agglomérée à la maison voisine au XIVe siècle ou au XVe siècle. On remarquera surtout son portail du XVe siècle richement décoré. Ce dernier est inscrit à l'inventaire des monuments historiques depuis le 12 décembre 1936. L'intérieur, qu'on ne visite pas, est pourtant digne d'intérêt, avec une grande salle des gardes du XIIIe siècle, un escalier à pilier surmonté d'une petite chambre, et au second étage une autre salle du XIIIe siècle, à laquelle on accède par une porte du XVe siècle comportant un panneau en serviette. Cet hôtel tire son nom d'une vieille famille de Périgueux qui a donné un maire à la ville. L'ensemble a été restauré dans les années 1980. »

## Histoire
La construction de l'hôtel de Crémoux remonte au XVe siècle.
Le 12 décembre 1936, le portail de l'hôtel est inscrit au titre des monuments historiques.